# 重庆来福士广场
重庆来福士广场（英文：Raffles City Chongqing），是位于重庆市渝中区朝天门地区的一处包括办公楼、酒店、服务式公寓、购物中心于一体的大型商业中心，由凯德集团（CapitaLand）和轄下星桥腾飞联合开发，是凯德置地在中国的第八座来福士广场，也是其中规模最大的项目。
重庆来福士广场由8座塔楼、底层裙楼以及横跨4座塔楼的水晶连廊组成。

## 历史
重庆来福士广场的区块原为重庆港客运大楼和三峡宾馆，朝天门这两栋地标性建筑于2012年8月30日爆破拆除。来福士广场于2012年9月28日奠基，投资额超过人民币240亿元，是当时新加坡在中国投资最大的单体项目。
2017年6月18日，来福士广场T3S塔楼封顶，成为8座塔楼中最先完成封顶的一座。
2019年1月，淡馬錫轄下星橋騰飛被凱德集團收購，此項目亦相應改由凱德獨資發展。
2019年9月6日，來福士廣場購物中心正式開業。

## 建筑架构

### 建筑设计
重庆来福士广场由摩西·萨夫迪担纲设计。萨夫迪将渝中半岛比作一艘航行在河流中的大船，而朝天门作为嘉陵江和长江两江交汇处处在船头的位置，因而选取“朝天扬帆”的立意。8座塔楼临水北向，外立面均为弧线造型，呈现出风帆的效果；同时萨夫迪采用水晶连廊将4座塔楼相连，组成一扇通透的重庆未来之门，诠释朝天门“古渝雄关”的气势。
横跨塔楼的水晶连廊长约300米、宽约30米、高约22.5米，被称为“横向的摩天大楼”。

## 争议
重庆来福士广场的设计和建设过程都受到不少重庆市民的非议。争议焦点主要集中在大楼的庞大的体量将破坏天际线，并削弱朝天门作为历史地标的影响力。
2015年6月，在来福士广场的修建过程中，发现了一条长达140米的南宋古城墙遗迹，后疑似遭到施工人员的破坏。2018年年初，由重庆市民组成的“重庆市文物保护志愿者服务队”向重庆市委、市政府提交了一封名为《关于保护重庆地标、精神之门——朝天门历史文化》的公开信，质疑政府对古朝天门文化遗产保护不足。
还有一些观点认为大楼形似摩西·萨夫迪之前设计的新加坡滨海湾金沙酒店，缺少城市特色。政府和开发商对此的回应是大楼的设计融合了重庆特色，包括城市街道直接连接屋顶花园的“重庆式”建筑风格、与城市山水一脉相承的叠瀑设计等。
也有人称重庆来福士广场酷似弯刀的造型会破坏渝中半岛的风水。但重庆来福士广场商场刚开业，仍吸引了大量游客前往。据官方统计，首日客流近35万。

## 建築圖片

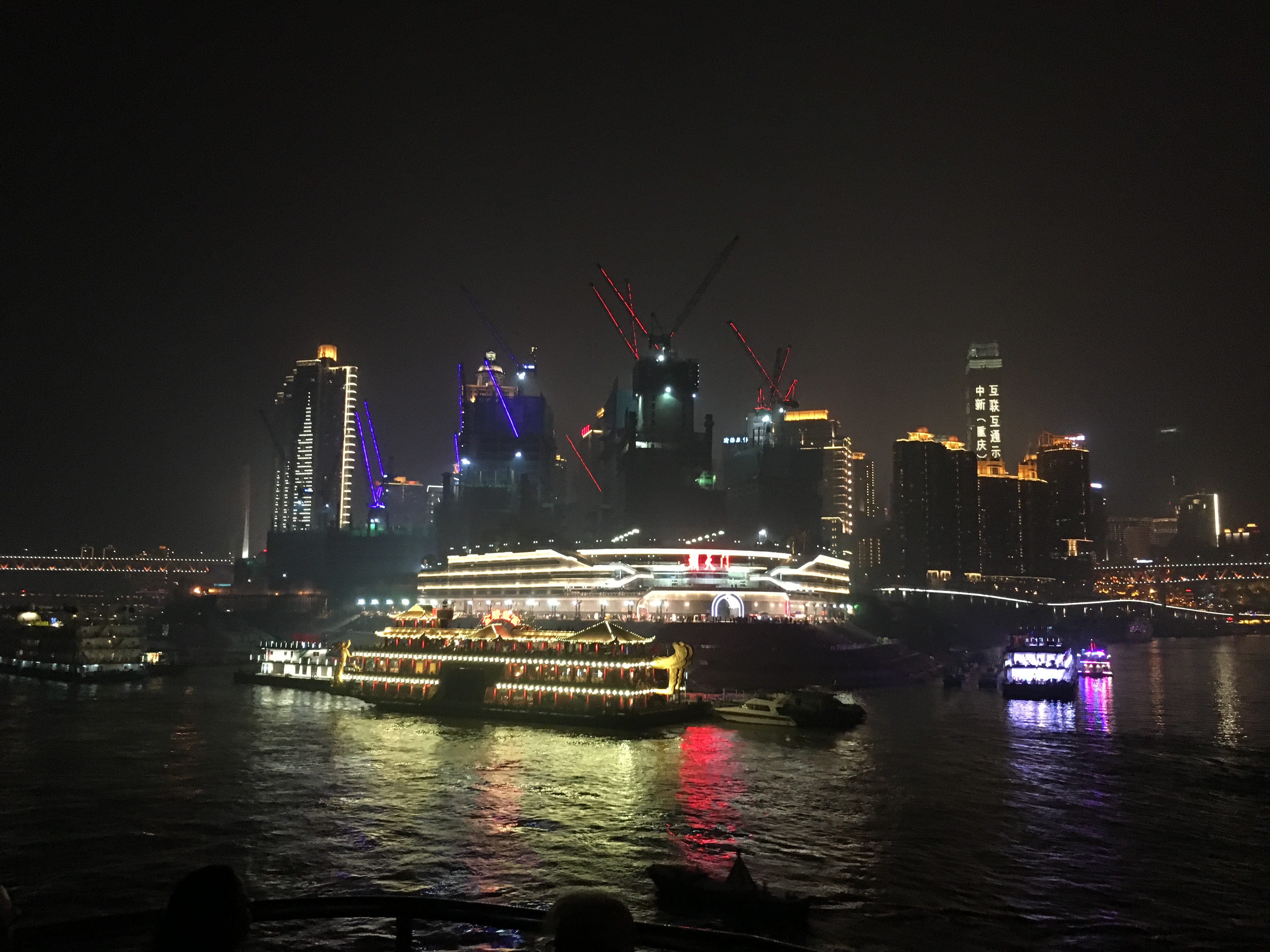
2016年9月
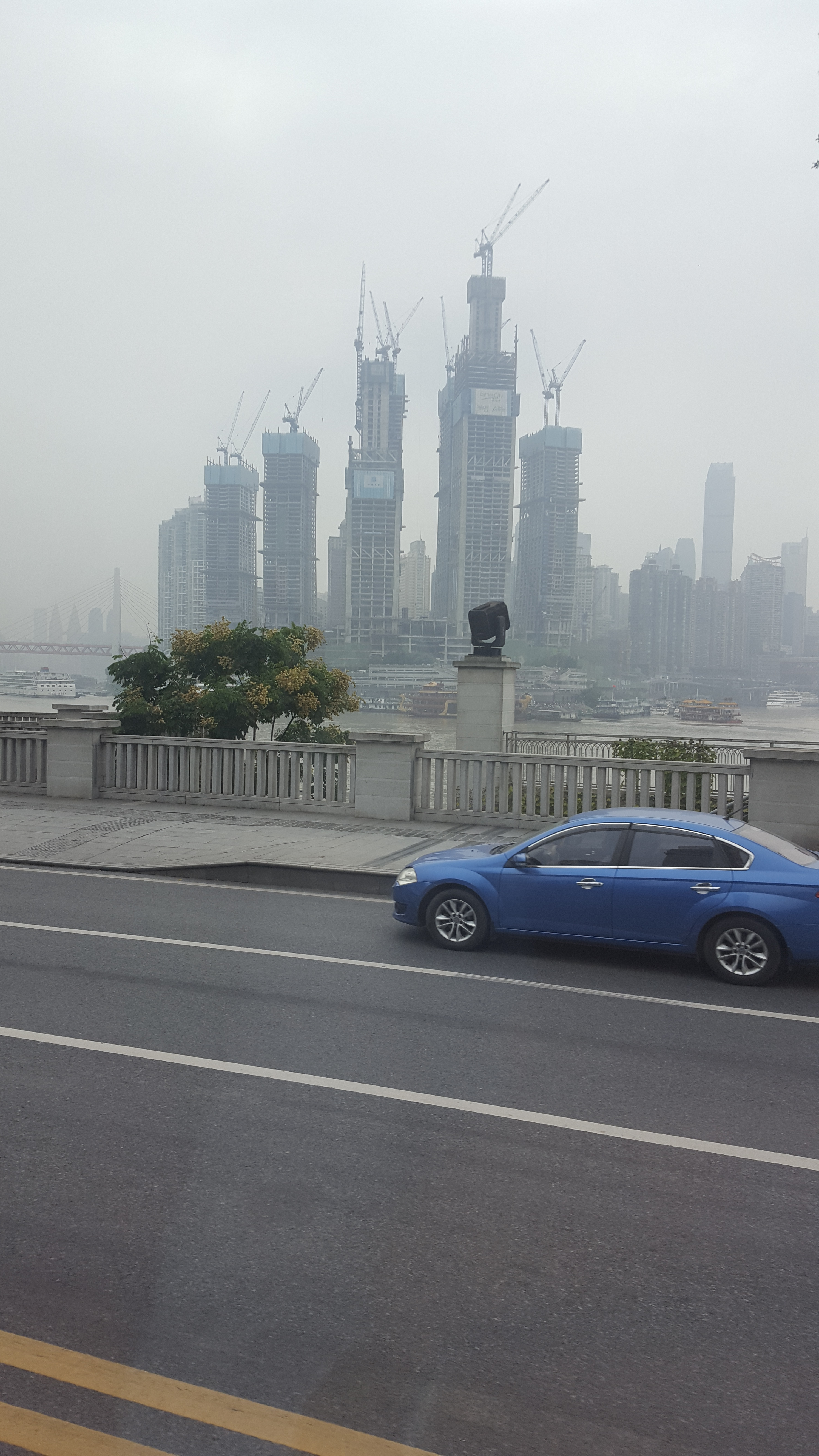
2017年7月
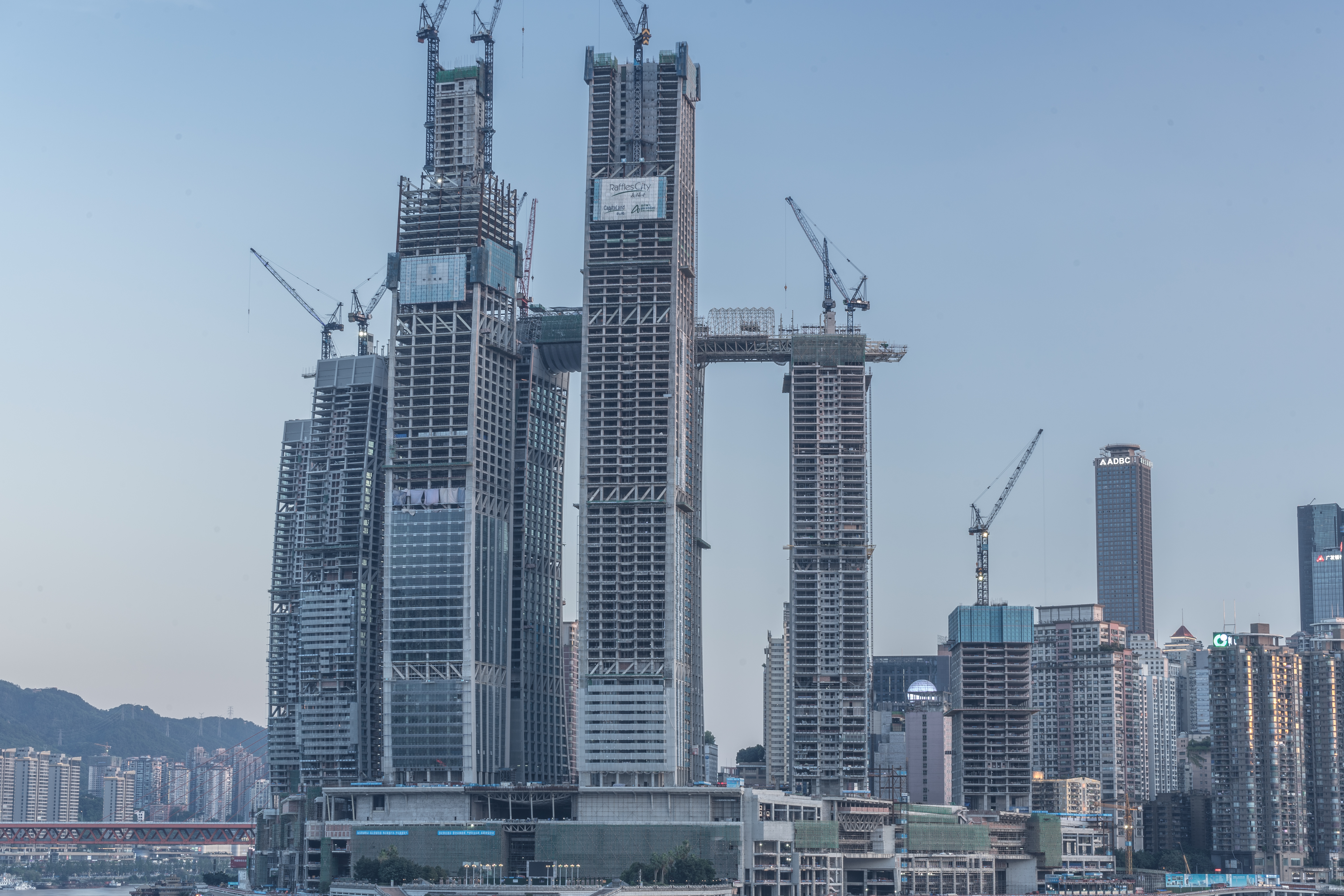
2018年7月
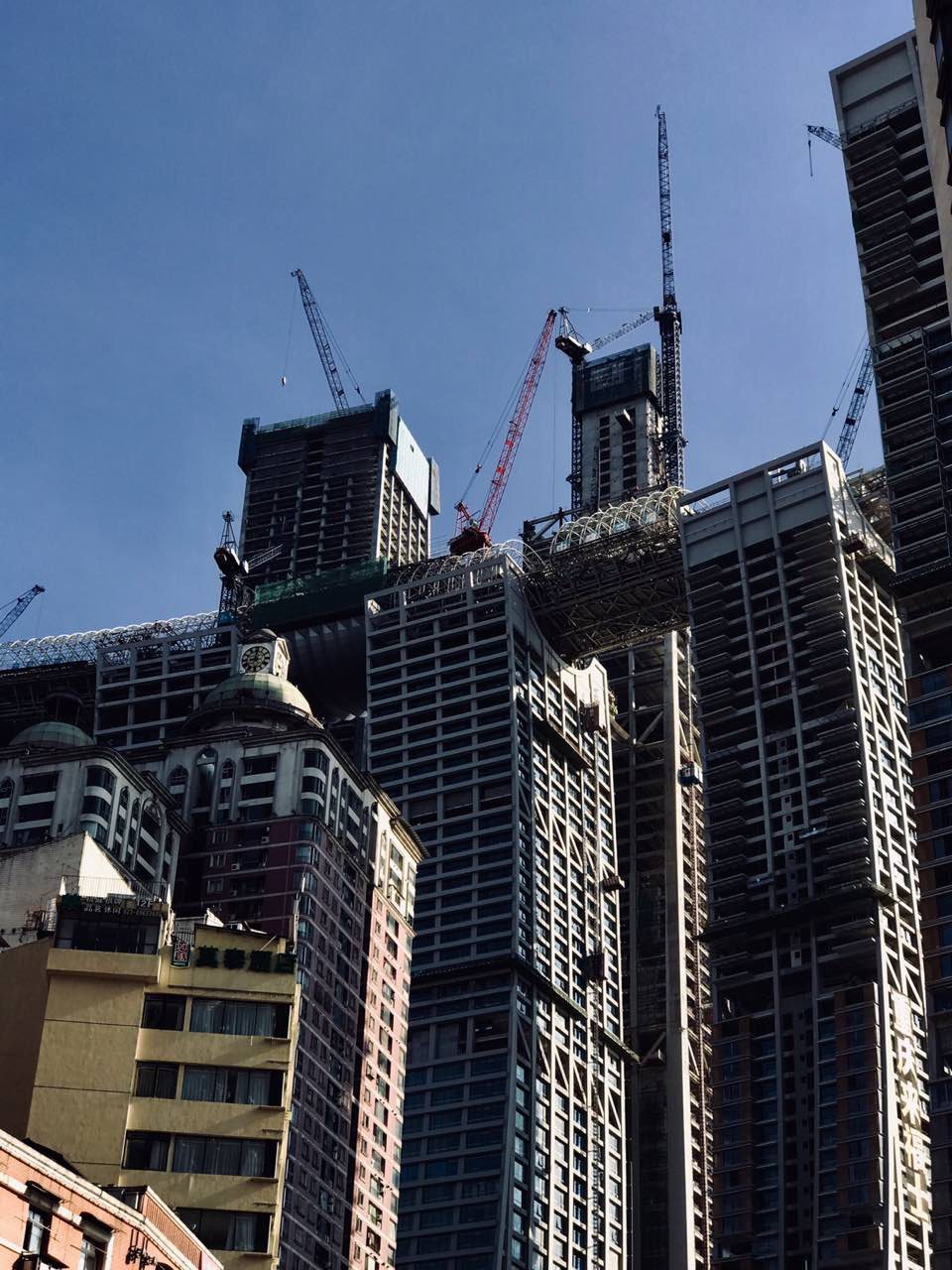
2018年7月
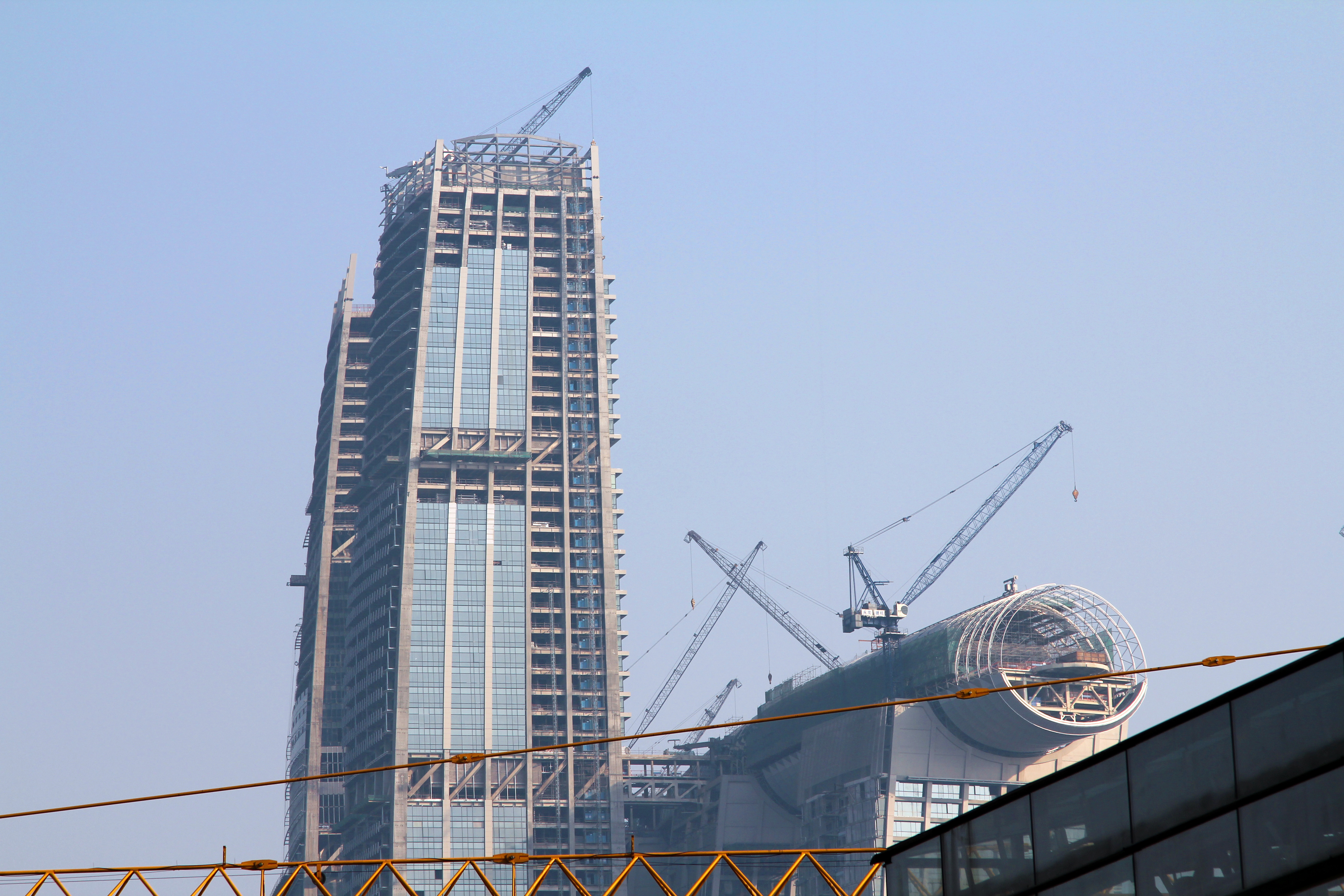
2019年2月
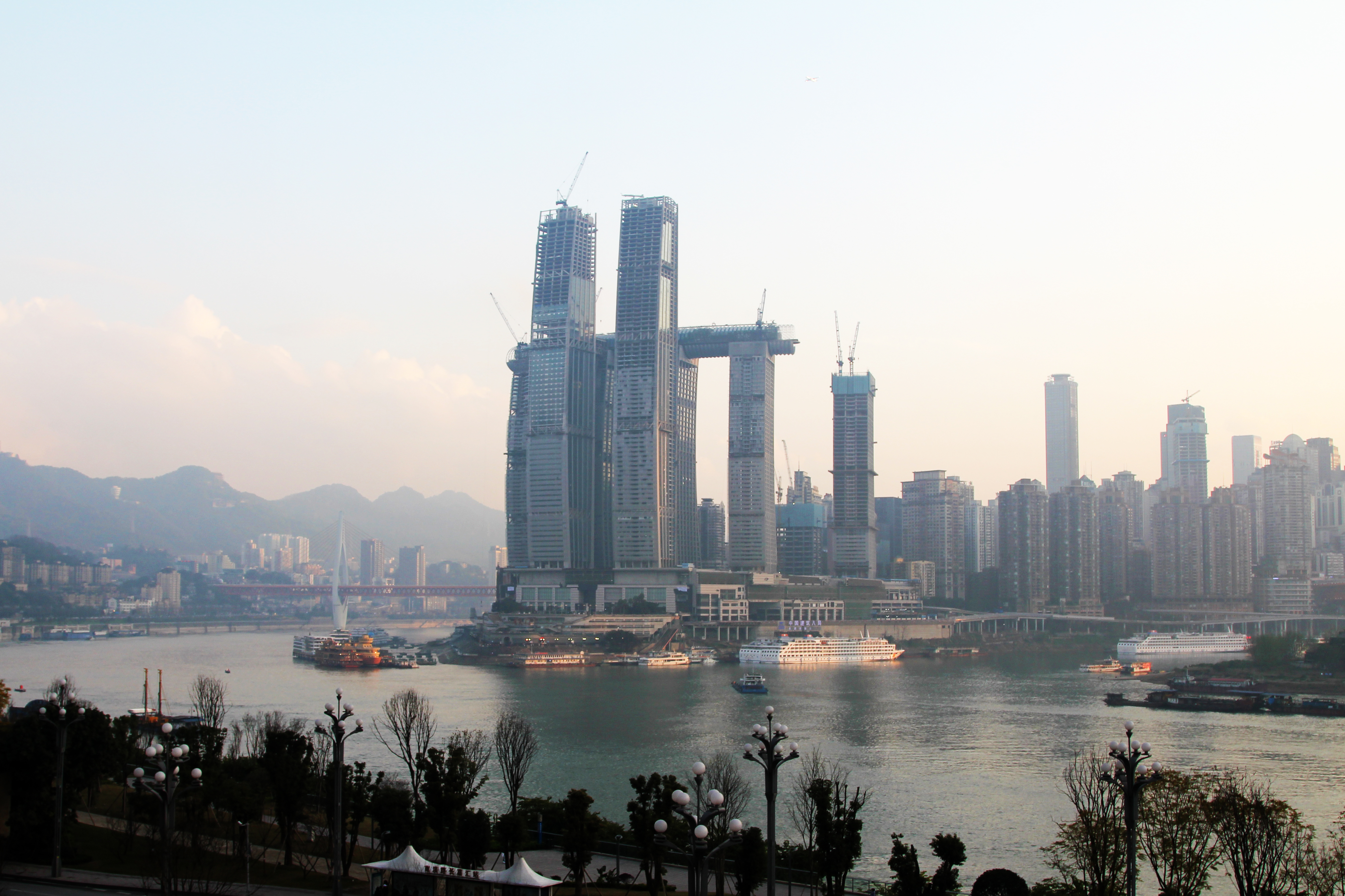
2019年3月
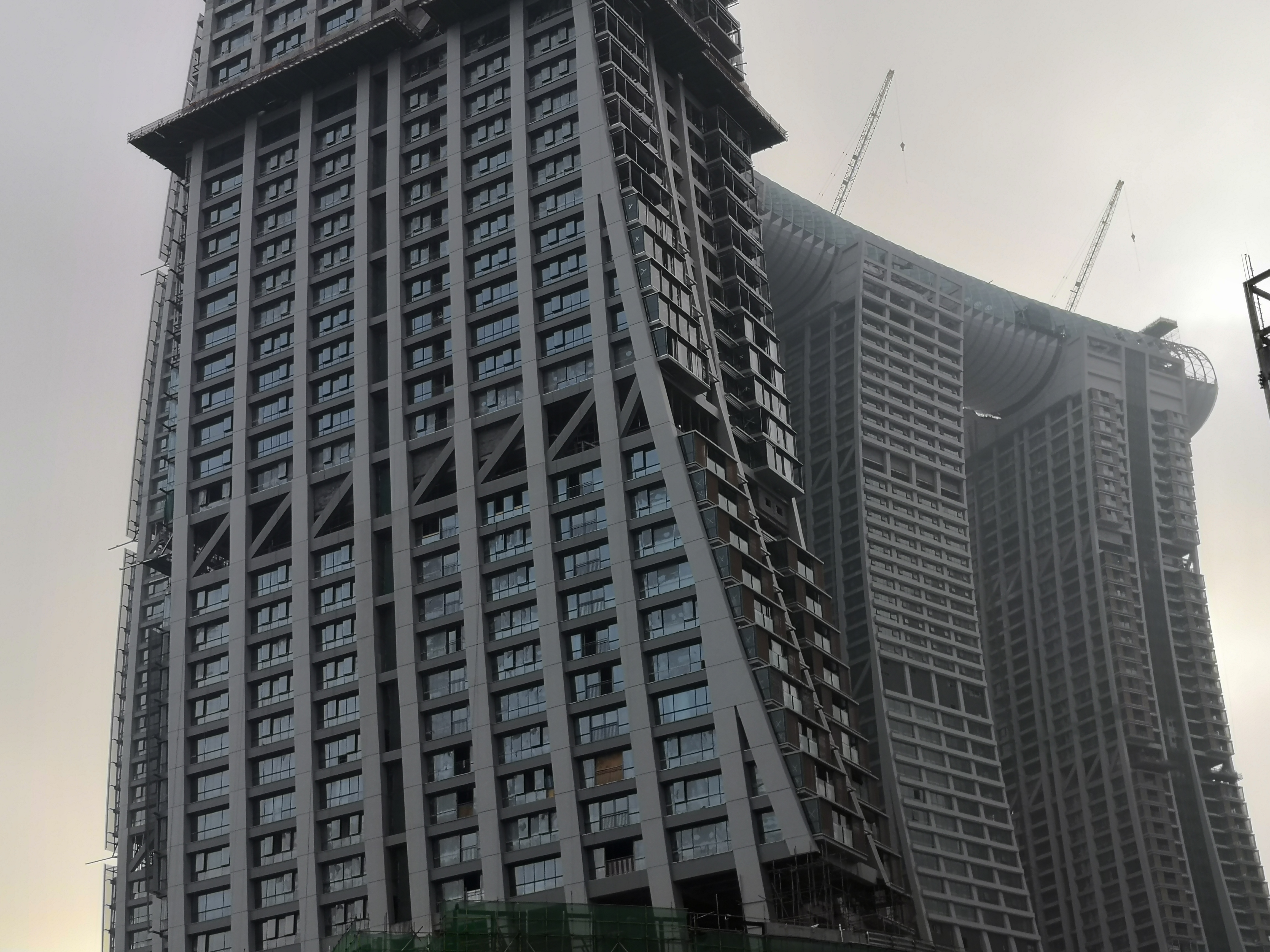
2019年5月
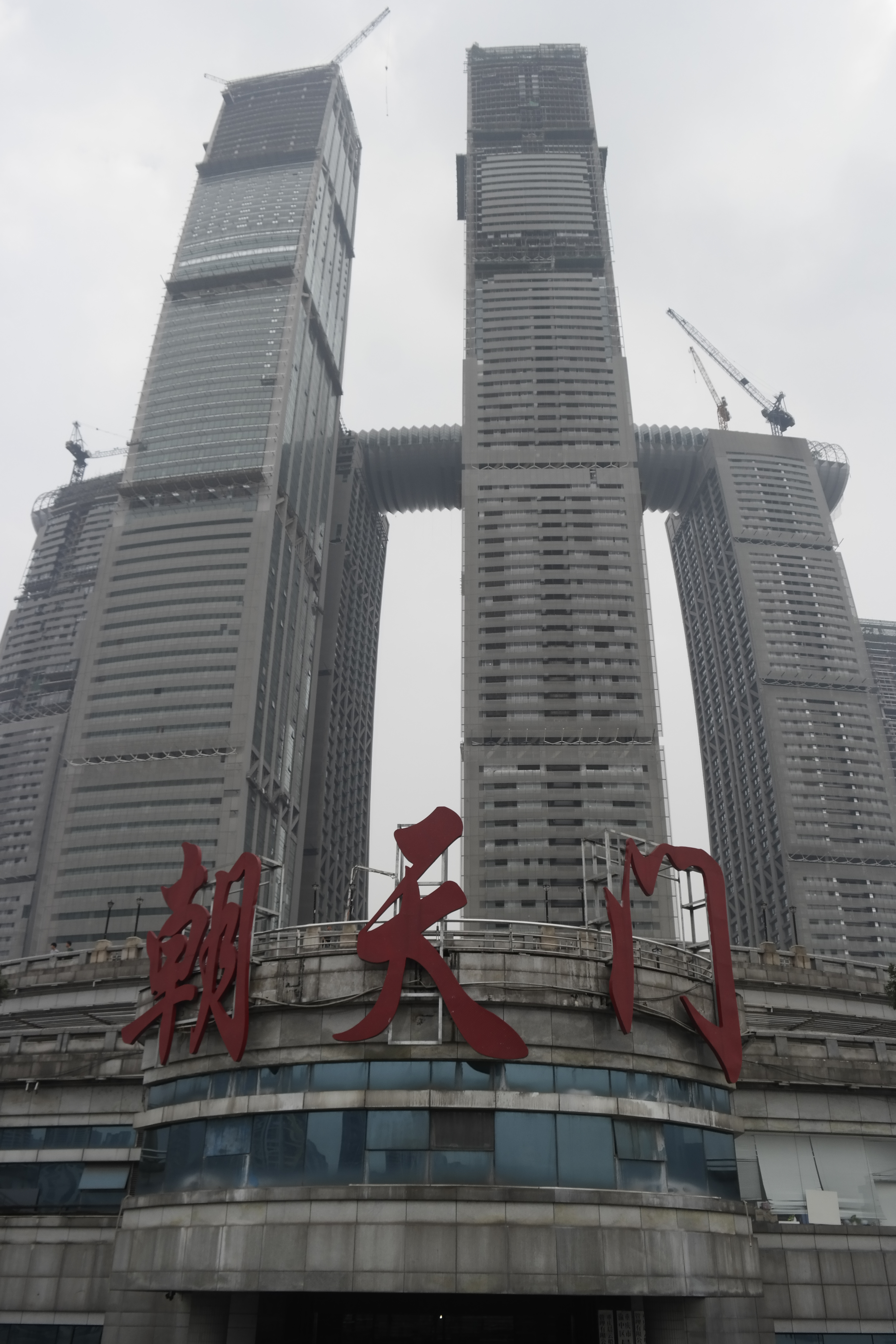
2019年5月